# Rain in Face
Robert Lottridge lub Rain in Face (ur. 10 lutego 1885, zm. we wrześniu 1968) – kanadyjski zawodnik, uprawiający lacrosse, który na Letnich Igrzyskach Olimpijskich 1904 w Saint Louis wraz z kolegami z reprezentacji zdobył brązowy medal w grze drużynowej.
W turnieju wzięły udział trzy zespoły klubowe z Kanady i Stanów Zjednoczonych. Rain in Face reprezentował klub Mohawk Indians.